# Mikoyan-Gourevitch MiG-35

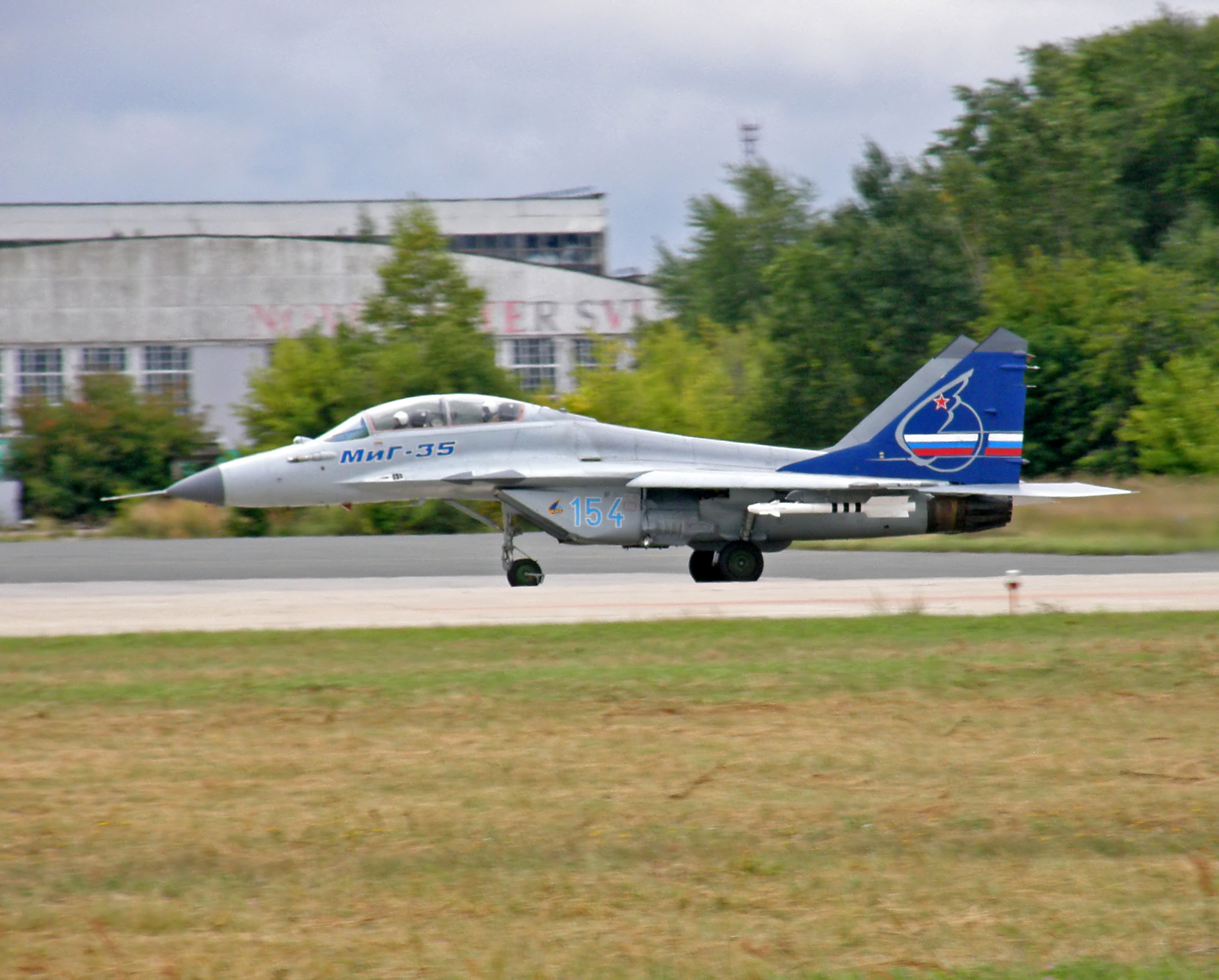
Un MiG-35 au décollage.

Le Mikoyan-Gourevitch MiG-35 (en russe : « Микоян МиГ-35 »), de son nom de code OTAN « Fulcrum-F », est un avion militaire russe multirôle conçu par Mikoyan-Gourevitch. Version améliorée du Mikoyan MiG-29M, le MiG-35 appartient à la génération dite « 4++ » ou 4.5 des avions de combat.

## Caractéristiques
Il est classé comme avion de combat moyen en raison de l'augmentation de sa masse maximale au décollage de 30 % par rapport au MiG-29.
Avec une avionique revue et un nouveau système d'armement, comme le nouveau radar à antenne active (acronyme AESA en anglais), le désignateur de cible (OLS), et le système d'interception contrôlé au sol, cet avion est capable d'effectuer tous types de mission. À sa mise en service, il sera en mesure d'embarquer les missiles russes les plus modernes comme le Vympel R-77 et le K-74M toujours en développement.
Il sera vendu avec le nom commercial de MiG-35C pour le monoplace et celui de MiG-35D pour le biplace à l'export. La première présentation officielle de l'avion a eu lieu lors du salon Aero India en 2007.

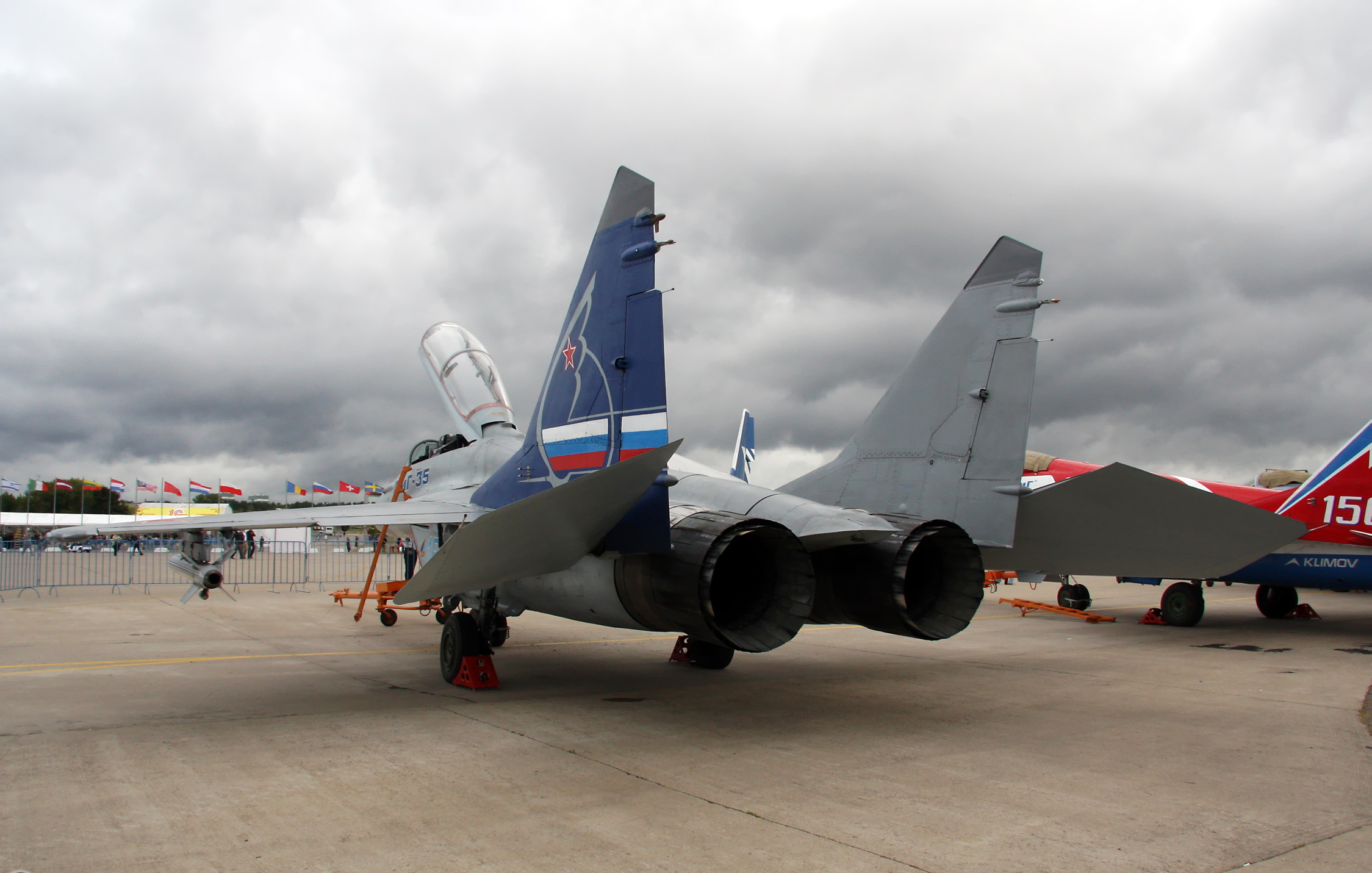
L'arrière d'un MiG-35 en 2009.

L'avion est équipé de deux moteurs Klimov RD-33 améliorés, des RD-33MK, qui lui confèrent une poussée 7 % supérieure au MiG-29 de base (88,3 kN). Même si le MiG-29 OVT, équipé de RD-33 série 3, bénéficiait de tuyères vectorielles tridimensionnelles orientables à ± 15°, le MiG-35 qui sera mis en service n'en sera pas équipé. Il n'est pas en mesure de réaliser de Kulbit comme le démonstrateur MiG-29 OVT, mais il reste tout de même un chasseur très agile super-manœuvrable.

## Versions
MiG-35 désigne la version monoplace, MiG 35D désigne la version biplace.

## Historique

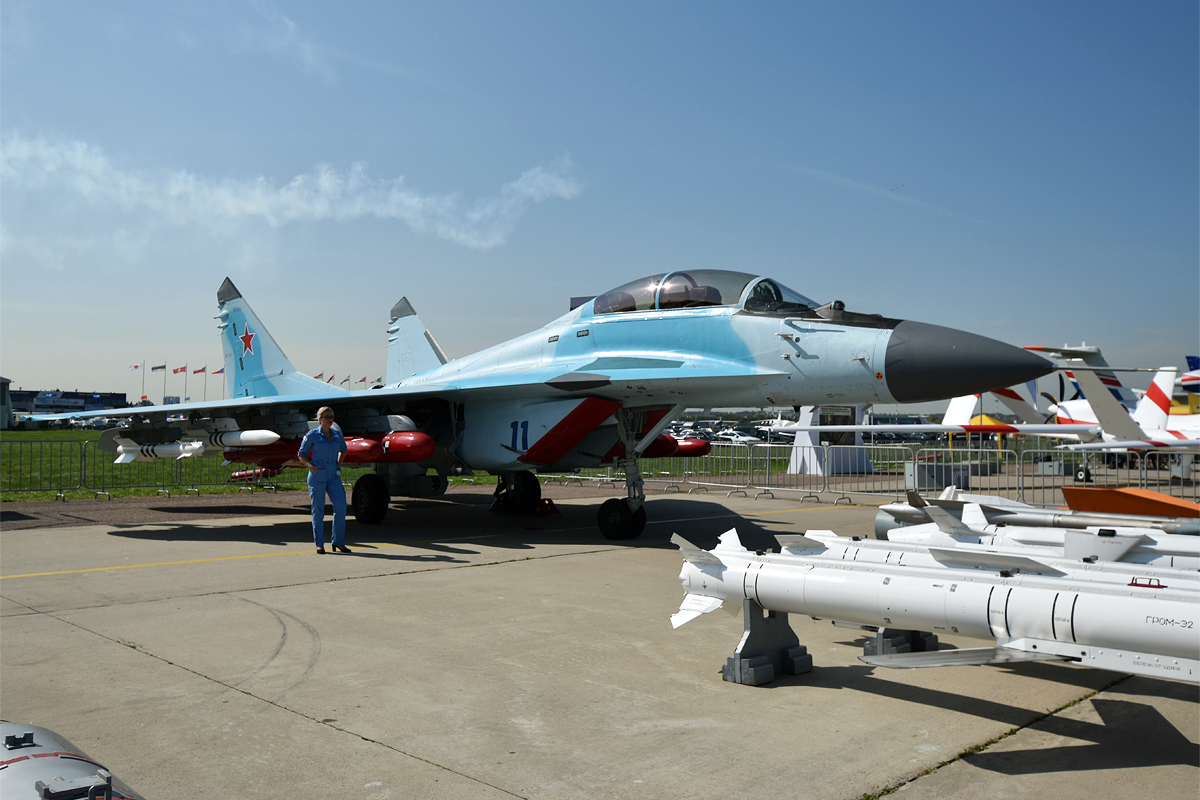
Un MiG-35UB de l'armée de l'air russe en 2017

Le MiG-35 a été dévoilé par le ministre de la Défense russe, Sergueï Ivanov lors de sa visite à l'usine Lukhovitsky Machine Building.
Les premières livraisons à l'armée de l'air russe sont annoncées par le constructeur en 2012 pour 2014, sans que cela soit confirmé par les autorités. En avril 2014, l'avion n'est toujours pas entré en service actif et le ministère russe de la défense annonce la signature pour 2016 d'un contrat pour la livraison de près d'une centaine d'exemplaires. En septembre 2015, on[Qui ?] annonce la construction d'un premier prototype destiné à l'armée de l’air russe pour la première moitié de 2016.
En avril 2019, le MiG-35UB "11" décolle pour la première fois pour participer aux tests. Il s'agit du premier des deux avions de préproduction supplémentaires commandés en février 2017. Les deux premiers des six commandés sont livrés à l'armée de l’air russe le 17 juin 2019.
En 2023, des rapports suggèrent que l'avion est entré en production et est utilisé de manière opérationnelle lors de l'invasion russe de l'Ukraine.